# BRDM-1
Cet article possède un paronyme, voir BRDM.
 (février 2023).
Si vous disposez d'ouvrages ou d'articles de référence ou si vous connaissez des sites web de qualité traitant du thème abordé ici, merci de compléter l'article en donnant les références utiles à sa vérifiabilité et en les liant à la section « Notes et références ».
Le BRDM-1 (Бронированная разведывательно-дозорная машина (БРДМ)) est un blindé de reconnaissance amphibie léger soviétique employé dans les années 1960, jusqu'à la fin des années 1970. À l'époque, il remplace le BTR-40. Il est désormais entièrement remplacé par son successeur, le BRDM-2 qui en est lui-même, une évolution directe.

## Développement
Le BRDM-1 est conçu comme blindé de reconnaissance léger à la fin des années 1950 par un bureau d'études OKV dirigé par la В. А. Dedkov et par une équipe sous la direction de W.K. Rubzov attaché à l'usine GAZ (Gorki Aftamabil Zavod - Usine automobile de Gorki). Il est vu pour la première fois au début de 1959. 10 000 exemplaires sont produits de 1957 à 1966 plus 1 500 destinés à l'exportation principalement à destination de l'Allemagne de l'Est et de la Pologne. Par la suite, le BRDM-1 est largement distribué dans les armées du pacte de Varsovie.
Son prédécesseur direct est le BA-64. L'armée soviétique a essayé de le remplacer par le BTR-40 dans cette mission de reconnaissance mais le compromis qu'il représente avec sa mission de transport de troupes ne donne pas satisfaction. Le BRDM-1 est donc strictement développé comme engin de reconnaissance. En 1954, l'Armée rouge publie un cahier des charges pour un véhicule blindé amphibie capable de transporter un équipage de 5 hommes, avec une vitesse sur route d'environ 80 km/h et une autonomie sur route de 500 km. En 1956, un prototype est construit et essayé par l'équipe dirigée par W.K. Rubzov. Il utilise le châssis et le moteur du BTR-40 lui-même issu de ceux du camion GAZ-63. Il comprend une coque en forme de bateau et une capacité amphibie qui entraine un certain nombre de modifications de la mécanique originale relatives à l'emplacement du moteur, à la boite de vitesses, à la transmission et aux essieux pour l'adapter à cette nouvelle configuration. Le modèle reçoit le nom de BTR-40P. Il est essayé par l'Armée rouge dans la mer Noire cette même année. Le véhicule est déclaré bon pour le service en 1957 sous le nom de BRDM et les premiers exemplaires de série sont livrés.
En service dans l'Armée rouge, 12 BRDM équipent chaque bataillon de reconnaissance divisionnaire et 7 BRDM sont affectés par régiment de fusiliers motorisés ou blindés. Il est utilisé pour des opérations de couverture et de reconnaissance à long rayon d'action. Pendant les années 1960 et 70, les BRDM-1 sont complétés dans les unités de reconnaissance par des versions spécialisées du BMP-1, véhicule de combat d'infanterie. permettant ainsi des reconnaissances bien plus agressives avec la possibilité d'engager le combat avec les chars adverses si nécessaire.
De 1966 à 1980, l'armée soviétique exporte un grand nombre de BRDM-1 d'occasion vers ses alliés militaires, en particulier en Afrique. L'Égypte et la Syrie mettent en œuvre le BRDM-1 pendant la guerre des Six Jours. Nombre de ces véhicules sont saisis par l'armée israélienne et sont réutilisés pour des opérations non conventionnelles. Les BRDM-1 égyptiens et syriens sont déployés à nouveau pendant la guerre du Kippour, mais en nombre plus restreint, ayant été largement remplacés par le BRDM-2 plus moderne. Le gouvernement israélien transfère aux États-Unis des BRDM-1 égyptiens ou syriens  pour évaluation à la fin des années 1970. L'Armée de Libération de l'Angola (en) (FAPLA) met en œuvre nombre de BRDM-1 pendant la guerre civile en Angola. Les BRDM-1 ougandais sont utilisés contre les forces tanzaniennes à Kampala pendant la guerre entre l'Ouganda et la Tanzanie.
En 2000, le nombre de BRDM-1 reste en service avec les armées de 11 nations où ils sont confinés à des rôles de réserve. En 2016, moins de 200 BRDM-1 sont réputés être en service dans le monde.

## Description
La coque du BRDM-1 est entièrement soudée. Le moteur et la transmission sont situés à l'avant de l'engin et le compartiment de combat à l'arrière. Le moteur est un GAZ-40PB : 6 cylindres en ligne essence de 3 485 cm3 développant 90 ch à 3 400 tr/min et copié sur les moteurs Dodge. Le réservoir de carburant contient 150 litres. Le véhicule est utilisé en 4X4 permanent et il possède quatre roues auxiliaires motrices. Il est doté de 4 vitesses en marche avant, une marche arrière et une boite de transfert à deux positions. L'embrayage est à disque sec. Le conducteur est assis à l'avant gauche du véhicule, et le chef d'engin à droite. Les deux membres d'équipage disposent d'un pare brise pare-balle pour l'observation directe. Au combat, il peut être recouvert d'une plaque blindée en acier pourvue d'un épiscope. Deux tapes de tir et une fente de visée sont installés de part et d'autre du compartiment de combat et à l'arrière de ce même compartiment il y a deux portes jumelles équipées chacune d'une tape de tir. Deux trappes blindées disposées à l'avant du toit s'ouvrent vers l'arrière . Le BRDM-1 est pourvu d'une protection NRBC fondée sur un système de surpression interne.
Le véhicule est entièrement amphibie. Il est propulsé dans l'eau par un hydrojet unique situé à l'arrière de la coque. L'hydrojet est mu par le moteur principal et comprend une hélice à quatre pales. Cette hélice est protégée par une plaque de blindage qui est fixée à un axe de rotation situé dessus et autour duquel il s'ouvre. Le véhicule est dirigé par le braquage de ses roues avant et aidé par un petit gouvernail situé à la sortie de l'hydrogène. Avant d'entrer dans l'eau, un brise-lame commandé par le conducteur est déployé sur la plage avant. Sur terre, il est replié sous le bec du véhicule mais il peut être redressé pour servir de blindage auxiliaire.
Deux petites roues motrices par chaines avec des pneus sont montées de chaque côté de la coque. Elles sont abaissées à volonté par le conducteur, pour faciliter la progression tout-terrain et le franchissement de tranchées  (jusqu'à 1,20 m de largeur). L'engin dispose d'un système centralisé de régulation de la pression des pneumatiques. Certains modèles disposent de phares de conduite infra-rouge. 
La plupart des BRDM-1 sont armés d'une mitrailleuse de 7,62 SGMB sur le toit vers l'avant du véhicule. Le débattement en azimut est de 90° (45° à gauche, 45° à droite); l'angle de site est compris entre - 6° et + 23,5°. Les armes sont approvisionnées à 1 070 cartouches de 7,62 mm. Certains modèles disposent d'une mitrailleuse de 12,7 mm DChK 1938/46 à l'avant et une autre de 7,62 SGMB vers l'arrière. Les SGMB sont remplacées ultérieurement par des mitrailleuses de 7,62 de type PKT ou par des mitrailleuses KPV de 14,5 mm. 
Au point de vue transmission, il est équipé d'un poste radio de type R-113, remplacé ultérieurement par un poste R-123-M. Il dispose d'un dispositif de navigation standard de type TNA-2. Il est équipé d'un appareil de détection chimique de type VPKhR-54 et d'un radiamètre de type DP-3B. Les premiers véhicules ne sont pas équipés de dispositif de vision nocturne mais au cours de sa carrière, le BRDM-1 est équipé du matériel standard, un projecteur de type FG-125 et son détecteur infrarouge.
Le véhicule ne donne pas satisfaction à l'armée soviétique pour plusieurs raisons. La première, c'est l'absence de toit blindé dans les premières versions qui ne protège donc pas les occupants des coups et qui empêche la mise en place d'une véritable capacité de protection NRBC. Les versions ultérieures pallient cette déficience. La deuxième, c'est la vulnérabilité créée par le moteur placé à l'avant du véhicule. La troisième, c'est qu'il ne possède pas de tourelle ce qui oblige l'équipage à sortir sous le feu pour mettre en œuvre l'armement de bord. La quatrième, c'est la visibilité à partir de l'intérieur de l'engin très limitée ce qui pose un problème pour un véhicule essentiellement consacré à la reconnaissance. Ces inconvénients incitent donc au développement d'un nouveau matériel, le BRDM-2, qui comprend un moteur à l'arrière et une tourelle du type de celle du BTR-60. C'est en 1962 que les chiffres 1 et 2 sont officiellement ajoutés à l'appellation BRDM pour distinguer les deux modèles.

## Évolution et variantes

### Évolution
- BRDM-1 obr. 1957 – Version standard sans arme du véhicule blindé amphibie de reconnaissance avec un compartiment de combat non couvert.
- BRDM-1 obr. 1958 – Version améliorée de la première avec un toit blindé et deux trappes à l'avant qui s'ouvrent vers l'arrière.
- BRDM-1 obr. 1959 – Version améliorée de la seconde avec une mitrailleuse de 7,62 SGMB. Sa coque est renforcée par l'ajout de rainures sur les côtés et l'arrière, ce qui entraîna une modification des marchepieds. Les mains courantes placées sur la plage arrière, précédemment parallèles à l'axe du véhicule, sont placées légèrement de biais. Les trappes de toit s'ouvrent vers l'avant.
- BRDM-1 obr. 1960 – Version de production standard et définitive telle que décrite ci-dessus. le brise-lame qui était composé jusqu'à présent de trois petites plaques repliées sur la plage avant et qui se déployaient vers l'avant est remplacé par un modèle composé d'une plaque unique. Le modèle de tape de tir est modifié.

### Variantes soviétiques
- BRDM-RKh-(Машина химической разведки): Véhicule de reconnaissance NRBC : Il est introduit en 1966 sur la base d'un BRDM-1 standard. il est équipé de deux distributeurs de fanions KZO-2 repliées sur l'arrière, qui contiennent 20 petits fanions chacun. En fonction, les deux caisses qui les composent sont déployées de part et d'autre de l'arrière du véhicule et plantent les fanions pour délimiter les zones contaminées. Pour remplir ses missions, il reçoit un radiamètre DP-3 et DP-5A, un dispositif de détection biologique KPO-1 et un détecteur de neurotoxiques GSP-1M et GSP-11. Il est aussi équipé de munitions éclairantes et bruyantes pour la signalisation. Les véhicules sont répartis à raison de 4 par régiment blindé ou régiment de fusiliers motorisés, 4 au niveau du bataillon de reconnaissance et 9 au niveau du bataillon de reconnaissance NRBC de la division.
- BRDM-U : Version de commandement, il se reconnaît aux trois antennes sur son toit et qui correspondent à 3 postes radio R-113.
- BRDM 2P27 -Snapper (2П27) - Ce véhicule antichar est développé à partir de 1958. Il entre en service en 1960 et sa production s'arrête en 1963. Il sert essentiellement dans l'armée soviétique jusqu'au milieu des années 1970. Le véhicule est équipé de trois rampes de lancement 2К16 pour missiles antichar 3M6 "Chmiel" («Шмель»-Bourdon)- Code OTAN AT1 - Snapper. L'arrière du véhicule est totalement reconstruit pour s'adapter à ce matériel. La place prévue pour l'équipe et le matériel de reconnaissance est remplacé par une superstructure qui contient les trois missiles. En mouvement, le lanceur est caché dans la superstructure et il est protégé par son blindage. Le 2P27 ressemble alors à un BRDM-1 normal. Pour accentuer cette ressemblance et faire que les deux types de véhicules ne puissent être distinguées à longue distance, les quatre tapes de tirs ont été conservées mais sont inutilisables. Quand le véhicule s'arrête, les lanceurs peuvent être mis en œuvre. Trois panneaux en acier sont alors rabattus à droite et à gauche et à l'arrière du compartiment du lanceur qui est alors mis en position haute. Le missile peut être tiré immédiatement après cette opération. En revanche, il ne peut être rechargé que de l'extérieur ce qui limite ses capacités opérationnelles. Il est employé dans le cadre d'une batterie de deux sections de 3 lanceurs chacune. Il est mélangé aux autres types d'armes antichar et sa distance de combat est de 500 m.
- BRDM 2P32 -Swatter (2П32) - Ce véhicule antichar est équipé de lanceur 2K8 pour quatre missiles antichar de type 9M11 Falanga («Фаланга») - Code OTAN AT-2 Swatter (en) entre en service en 1962. Le véhicule est exactement le même que celui du 2P27. Une variante appelée 2P32M est équipée du 9M11M-Falanga M («Фаланга-М»). Il est souvent employé avec le 2P27.
- BRDM 9P110 -Sagger (9П110) - Ce véhicule antichar est l'ultime version de ce système d'arme. Il est introduit en 1963 malgré l'entrée en service imminente du BRDM-2. Il est équipé d'un lanceur 9К14М pour six missiles antichar 9M14 "Malyutka" ("Малютка") - Code OTAN AT-3 Sagger. Il peut en emporter une réserve de 8 et le lanceur peut être rechargé de l'intérieur. Le véhicule est sensiblement le même que celui des deux systèmes précédents mais, comme le compartiment de combat est plus petit, il a le même arrière que le BRDM-1 d'origine. Le mécanisme de déploiement du lanceur est simplifié. Il est surélevé directement et mis en œuvre dans la foulée. Une des différences visuelles avec ses prédécesseurs est qu'en position de tir il y a une plaque de protection blindée sur le dessus. Les missiles peuvent être guidés depuis le véhicule ou depuis le sol via l'unité de pilotage 9S415.

### Variantes étrangères

#### Allemagne de l'Est
- SPW-40P – (SPW = Spähpanzerwagen : voiture blindée de reconnaissance): Désignation allemande de la version non armée du BRDM-1.
- SPW-40PA – Version est-allemande du BRDM-1 armé avec des phares infra-rouge plus larges.
- 9P111 – Version est-allemande du 9P110. Elle comprend une protection additionnelle pour les phares et deux supports pour nourrice de carburant à l'arrière du véhicule.

## Utilisateurs

### Utilisateurs actuels

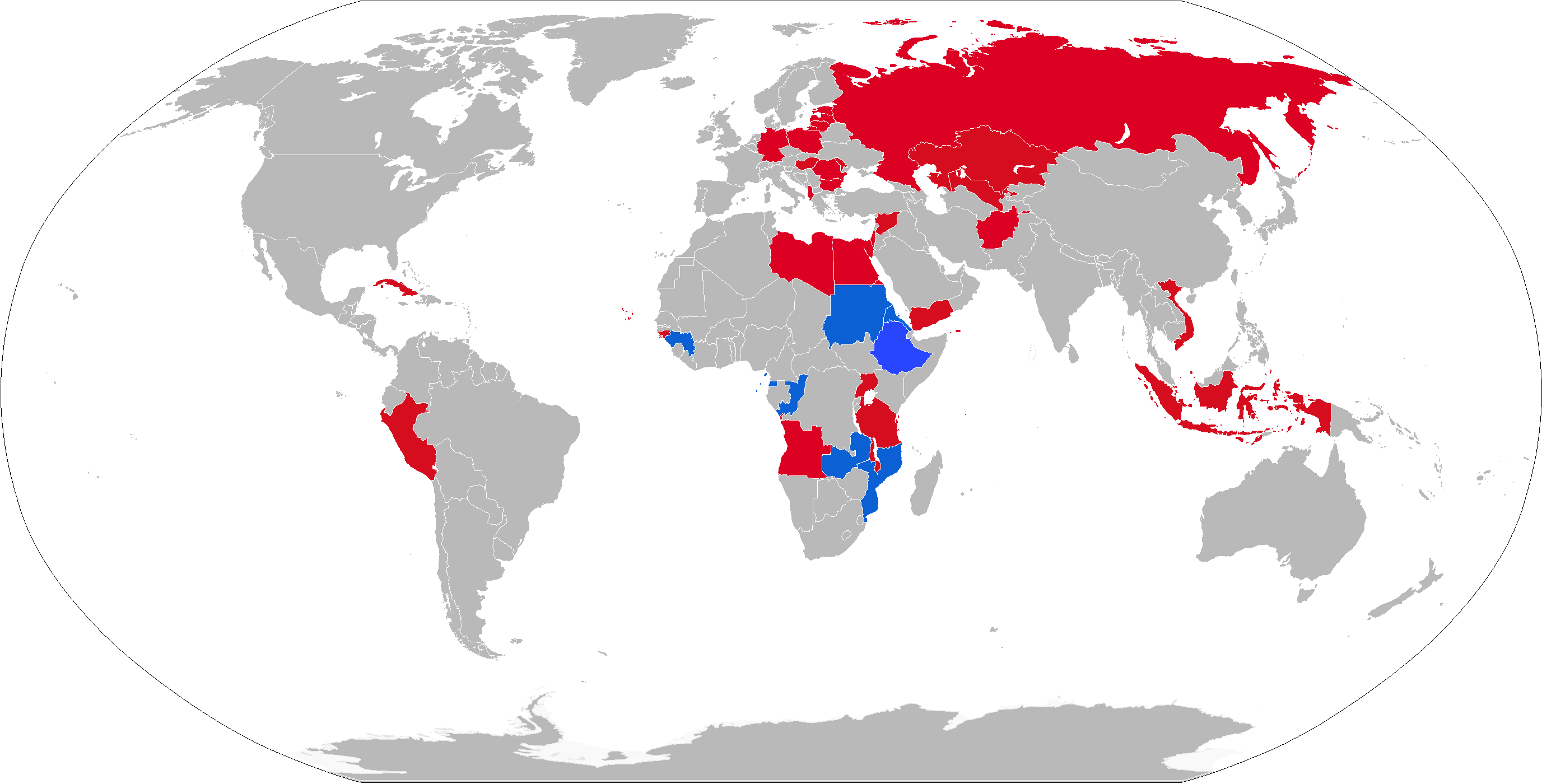
Carte des utilisateurs du BRDM 1, en rouge, les anciens utilisateurs, en bleu les utilisateurs actuels.

- République du Congo[1],[2]
- Cuba: 50[3]
- Érythrée[2]
- Guinée: 10[3],[2]
- Kazakhstan[1]
- Mozambique: 51[3]; >28 opérationnels en 2013[4].
- Soudan: 5[3],[2]
- Transnistrie[5]
- Vietnam: 50[3],[2]
- Zambie: 44[3],[2]

### Anciens utilisateurs
- Afghanistan: 50[3]
- Albanie: 15[3]
- Angola[6],[7]
- Bulgarie: 150[3]
- Tchécoslovaquie: 124[8]
- Allemagne de l'Est: 150[3]
- Égypte: 200[3]
- Éthiopie: 50[3]
- Indonésie[3]
- Israël[7]
- Libye: 60[3]
- Oman[9]
- Pérou: 12[3]
- Pologne: 900[3]
- Roumanie[10],[11]
- Union Soviétique: 10,000[12]
- Syrie: 100[3], retiré du service avant les années 2010[13]
- Tanzanie: 30[3]
- Ouganda: 98[3]